# ایوان کژدوب

ایوان کژدوب

ایوان کژدوب (انگلیسی: Ivan Kozhedub؛ ۸ ژوئن ۱۹۲۰ – ۸ اوت ۱۹۹۱) فرد نظامی اهل اتحاد جماهیر شوروی سوسیالیستی بود.
وی همچنین برندهٔ جوایزی همچون نشان لنین، درجه پرچم سرخ، قهرمان اتحاد شوروی، نشان لنین، قهرمان اتحاد شوروی، قهرمان اتحاد شوروی، مدال ستاره طلایی، مدال ستاره طلایی، مدال ستاره طلایی، درجه پرچم سرخ، درجه پرچم سرخ، درجه پرچم سرخ، درجه پرچم سرخ، درجه پرچم سرخ، درجه پرچم سرخ، مدال آزادسازی ورشو، و مدال تسخیر برلین شده‌است.